# Thalia multiflora
Thalia multiflora är en strimbladsväxtart som beskrevs av Horkel och Friedrich August Körnicke. Thalia multiflora ingår i släktet Thalia och familjen strimbladsväxter. Inga underarter finns listade.

## Bildgalleri

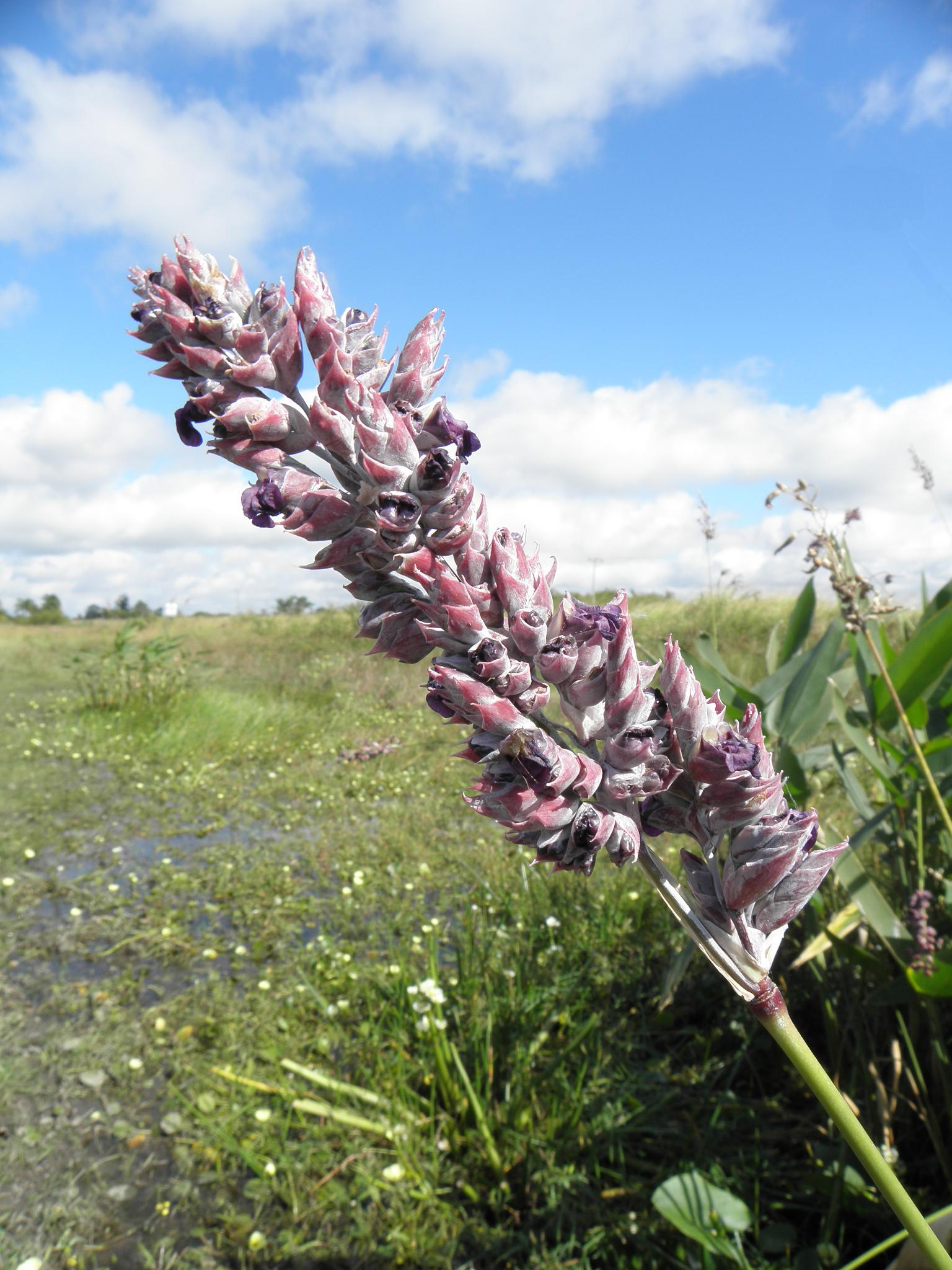